# Doryrhina
Doryrhina – rodzaj ssaków z rodziny płatkonosowatych (Hipposideridae).

## Rozmieszczenie geograficzne
Rodzaj obejmuje gatunki występujące w zachodnio-środkowej i środkowej Afryce.

## Morfologia
Długość ciała (bez ogona) 7–9,7 cm, długość ogona 1,8–4,5 mm, długość ucha 2,8–3,8 cm, długość tylnej stopy 1,8–2,2 cm, długość przedramienia 5,9–8 cm; masa ciała 21–53 g.

## Systematyka
Rodzaj zdefiniował w 1871 roku zoolog Wilhelm Peters w artykule zatytułowanym O rodzajach i gatunkach podkowców (Rhinolophi, opublikowanym w czasopiśmie „Monatsberichte der Königlichen Preussische Akademie des Wissenschaften zu Berlin”. Gatunkiem typowym jest (oznaczenie monotypowe) płatkonos cyklopi (D. cyclops).

### Etymologia
Doryrhina: gr. δορυ doru ‘włócznia’; ῥις rhis, ῥινος rhinos ‘nos, pysk’.

### Podział systematyczny
Takson wyodrębniony z Hipposideros. Do rodzaju należą następujące gatunki:
| Grafika | Gatunek                | Autor i rok opisu  | Nazwa zwyczajowa     | Podgatunki         | Rozmieszczenie geograficzne | Podstawowe wymiary                                     | Status IUCN |
| ------- | ---------------------- | ------------------ | -------------------- | ------------------ | --- | ------------------------------------------------------ | ----------- |
|         | Doryrhina camerunensis | (Eisentraut, 1956) | płatkonos kameruński | gatunek monotypowy | rozproszony w południowo-zachodnim Kamerunie, wschodnio-środkowej Demokratycznej Republice Konga, południowej Ugandzie i zachodniej Kenii; zakres wysokości: 1200–1600 m n.p.m. | DC: 9,2–9,7 cm DO: 2,3–4,5 cm DP: 7,4–8 cm MC: 39–53 g | DD          |
|         | Doryrhina cyclops      | (Temminck, 1853)   | płatkonos cyklopi    | gatunek monotypowy | tropikalna Afryka od Senegalu na wschód do skrajnie południowego Sudanu Południowego, zachodniej Ugandy, Rwandy i Burundi, izolowane populacje w zachodniej i południowo-zachodniej Kenii oraz północno-wschodniej Tanzanii, także wyspa Bioko (Gwinea Równikowa); zakres wysokości: do 2000 m n.p.m. | DC: 7–9,5 cm DO: 1,8–3,6 cm DP: 5,9–7,5 cm MC: 21–45 g | LC          |

Kategorie IUCN:  LC  – gatunek najmniejszej troski,  DD  – gatunki o nieokreślonym stopniu zagrożenia.